# Michał Przedlacki

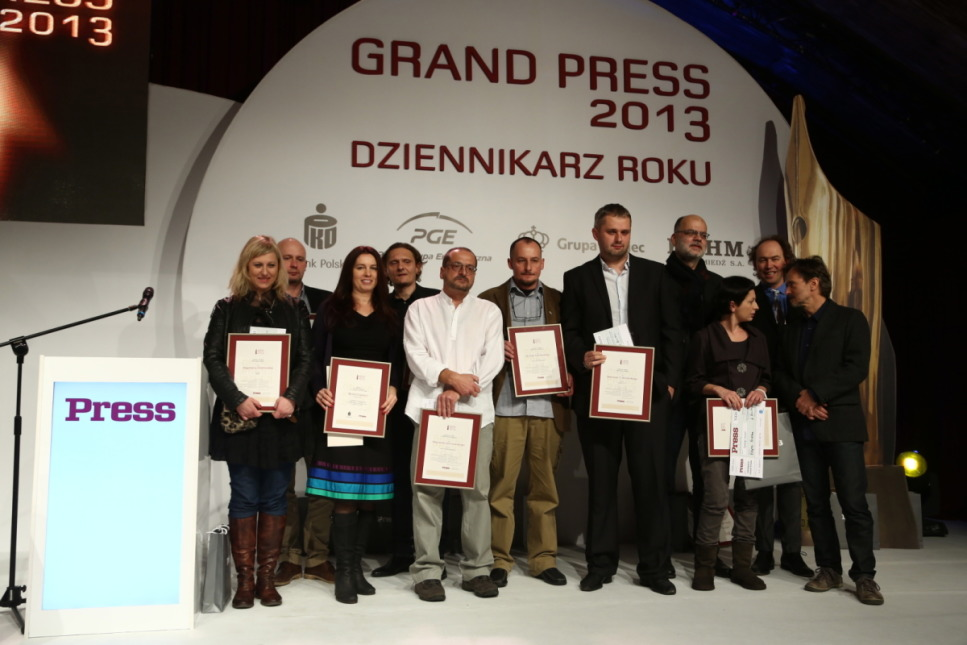
Michał Przedlacki szósty od lewej

Michał Przedlacki (ur. 1979) – polski reportażysta, dziennikarz i filmowiec związany ze stacją TVN.

## Życiorys
Pochodzi z Płocka. Ukończył studia na Akademii Ekonomicznej w Poznaniu. Przed ponad 15 lat pracował na szpicy pomocy natychmiastowej na terenach dotkniętych wojnami i katastrofami, przede wszystkim z ramienia wywodzącej się z Czech organizacji People in Need. Od 2014 współpracuje ze stacją TVN – programem Superwizjer.

## Fotoreportaż i reportaż literacki
Przedlacki publikował fotoreportaże na łamach wielu mediów, m.in. Al Jazeera English, Turk, Arabic, Caposud Magazine, BBC, CNN, Daily Mail, Facsimile Magazine, Gazeta Wyborcza, Helsingborgs Dagblad, Human Rights Brief Magazine, Idnes, Institute for War and Peace Reporting, la Repubblica, Le Monde, Lidové noviny, National Geographic, National Public Radio (NPR), The Picture Show, Newsweek Polska, Now Public Magazine, NZZ am Sonntag, Prague Watchdog, Smalandsposten, Snapme Magazine, Sydsvenskan, The Witness Journal, The World Today Magazine, TVN and TVN24, Tricycle, Utblick Magazine, Utrikespolitiska Föreningen i Uppsala Magazine.

## Filmy i reportaże telewizyjne
Jest autorem lub współautorem następujących filmów:
- Aleppo. Notes From The Dark (Aleppo. Notatki z Ciemności) dla Al Jazeera English[5]
- Stories Told By The Wind (Historie Opowiedziane Przez Wiatr) dla ACBAR, Journeyman Pictures[6]
- The Troubled Waters, CNN International[7]
- Stolen Son, CNN International[8]
- Afganistan. Pod Panowaniem Talibów[9]

### Cykl reportaży z Ukrainy (2022-2024)
Jest autorem wielu półgodzinnych reportaży telewizyjnych z ogarniętej wojną Ukrainy, zrealizowanych dla programu Superwizjer TVN / Warner Bros. Discovery.
- Ucieczka z Irpienia
- Obrońcy Charkowa
- Kompania Wowy broni Kijowa
- Oddział Wowy staje do Walki
- Pierścień wokół Kijowa. Ukraina, albo śmierć.
- Piekło Donbasu
- Donbas – za wolność naszą i waszą
- Kompania Wowy wraca z Donbasu
- Wyzwolić Ukrainę
- Twierdza Bachmut
- Zaporoże. W środku ofensywy
- Wuhłedar - raport ze zrujnowanego miasta
- Żołnierki Ukrainy
- Anioły Pokrowska
- Chersoń. Zycie na celowniku

## Nagrody
Reportaże i filmy Przedlackiego otrzymały wiele nagród. Michał Przedlacki otrzymał też szereg osobistych wyróżnień, m.in.:
- 61 edycja Rose d'Or za jeden z sześciu najlepszych materiałów telewizyjnych w Europie w dziedzinie News&Current Affairs[10]
- Złoty BohaterOn Publiczności i Brązowy BohaterOn w kategorii Dziennikarz[11]
- Złoty i Srebrny Delfin na Cannes Corporate Media & TV Awards za najlepszy oraz drugi najlepszy materiał w kategorii Current Affairs[12]
- Finalista nagrody Radia Zet im. Woyciechowskiego (2022)[13]
- Dwukrotny (2023 i 2024) finalisty Weneckiej Nagrody Telewizyjnej[14] w dziedzinie News Coverage
- Dwa Złote Koperniki za Najlepszy Film Dokumentalny i Najlepszy Dokument o wojnie w Ukrainie[15]
- Medal 75-lecia Misji Jana Karskiego[16]
- Trzykrotnie Grand Press w kategorii Reportaż Telewizyjny za najlepszy reportaż telewizyjny roku – w 2013, 2022[17][18] i 2023[19]
- Nominowany do nagrody Dziennikarza Roku magazynu Press – w 2022